# Давыдов, Никита Александрович
Никита Александрович Давыдов (9 апреля 1988, Уфа, РСФСР, СССР) — российский хоккеист, вратарь. Воспитанник уфимского хоккея. В настоящее время является игроком клуба «Ижсталь», выступающего в ВХЛ.
Воспитанник хоккейной школы «Салават Юлаев». Первый тренер — Александр Заводников.